# Аутопсија
Аутопсија, некропсија или обдукција је сецирање и испитивање леша ради одређивања узрока смрти или због сазнања о развоју болести. Од средњег века аутопсија даје велики допринос развоју науке.Осим што открива узроке смрти, аутопсија је кључна за образовање студената медицине, разумевање нових болести као и за напредак медицинске науке. Аутопсија је хируршки поступак који се састоји од темељног прегледа леша сецирањем како би се утврдио узрок, мод и начин смрти или проценила било која болест или повреда која може бити присутна, шти се чини у истраживачке или образовне сврхе. (Термин „некропсија“ је углавном резервисан за животиње које нису људи). Обдукцију обично обавља специјализовани лекар зван патолог. У већини случајева медицински истражитељ или мртвозорник може да утврди узрок смрти и само је за мали део смртних случајева којима је потребна обдукција.

## Сврхе
Аутопсије се изводе у законске или медицинске сврхе. Аутопсија се може извршити када се жели било која од следећих информација:
- Утврђивање да ли је смрт била природна или неприродна
- Извор и степен повреде на лешу
- Начин смрти мора бити утврђен
- Време смрти
- Утврђивање идентитета покојника
- Задржавање релевантних органа
- Ако се ради о дојенчади, одређивање да ли је живорођено и да ли је могло да остане живо

На пример, форензичка обдукција се врши када узрок смрти може бити кривично дело, док се клиничка или академска обдукција врши ради откривања медицинског узрока смрти и користи се у случајевима непознате или неизвесне смрти, или у истраживачке сврхе. Обдукције се могу даље класификовати у случајеве у којима је довољан спољни преглед и оне у којима се тело сецира и врши интерни преглед. У неким случајевима може бити потребна дозвола најближег рођака за интерну обдукцију. Када се заврши унутрашња обдукција, тело се реконституише тако што се поново спаја.

### Примарна срха
Главни циљеви обдукције су утврђивање узрока смрти, модалитет смрти, начин смрти, здравствено стање особе пре него што је умрла и да ли је било која медицинска дијагноза и лечење пре смрти било прикладно. У већини западних земаља број обдукција извршених у болницама смањује се сваке године од 1955. Критичари, укључујући патолога и бившег уредника ЈАМА часописа Џорџа Д. Ландберга, сматрају да смањење броја обдукција негативно утиче на негу у болницама, јер када грешке резултирају смрћу, оне се често не истражују и зато лекције остају ненаучене.
Када је особа дала дозволу пре своје смрти, обдукције се такође могу извршити у сврху подучавања или медицинског истраживања. Обдукција се често изводи у случајевима изненадне смрти, када лекар не може да напише смртовницу или када се верује да је смрт произашла из неприродног разлога. Ови прегледи се обављају под законским овлашћењима (медицински истражитељ или мртвозорник или фискални прокуратор) и за њих није потребан пристанак родбине преминулог. Најекстремнији пример је испитивање жртава убистава, посебно када медицински истражитељи траже знаке смрти или методу убиства, попут рана од метака и излазних тачака, знакова дављења или трагова отрова. Неке религије, укључујући јудаизам и ислам, обично обесхрабрују вршење обдукција над њиховим присташама. Организације као што су ЗАКА у Израелу и Мисаским у Сједињеним Државама углавном подучавају породице како да осигурају да се не изврши непотребна обдукција. Обдукције се користе у клиничкој медицини за идентификовање медицинске грешке, или претходно непримећеног стања које може угрозити живе, попут заразних болести или изложености опасним материјалима. Студија која се фокусирала на инфаркт миокарда (срчани удар) као узрок смрти открила је значајне грешке услед пропуста и начина извршења, тј. знатан број случајева који се приписују инфаркту миокарда (МИ) нису МИ, и значајан број оних који се наводе као независни од МИ су заправо били МИ.
Систематски преглед студија обдукције израчунао је да ће у око 25% обдукција бити откривена велика дијагностичка грешка. Међутим, ова стопа се смањивала током времена, и једна студија предвиђа да би у савременим америчким институцијама 8,4% до 24,4% обдукција открило велике дијагностичке грешке. Једна велика метаанализа је извела закључак да је приближно једна трећина посмртница нетачна и да је половина извршених обдукција дала налазе за које се није сумњало пре него што је особа умрла. Такође, сматра се да се преко петине неочекиваних налаза може дијагнозирати само хистолошки, тј. биопсијом или обдукцијом, те да је приближно једна четвртина неочекиваних налаза, или 5% свих налаза, примарна и слично се може дијагнозирати само из ткива.
Једно истраживање је открило да је (од 694 дијагноза) „обдукција открила 171 пропуштену дијагнозу, укључујући 21 сличај рака, 12 можданих удара, 11 инфаркта миокарда, 10 плућних емболија и 9 ендокардитиса, између осталог“.
Фокусирајући се на интубиране пацијенте, једна студија открила је да су „патолошка стања стомака - апсцеси, перфорације црева или инфаркт - једнако чести као плућне емболијем као узрок грешака класе I. Док су се пацијенти са патолошким стањима у стомаку углавном жалили на болове у трбуху, резултати испитивања стомака су код већине пацијената сматрани неупадљивим и симптом се није даље истраживао“

## Типови
Постоје четири главне врсте аутопсије:
- Медицинско-правне или форензичке или мртвозорничке обдукције настоје да пронађу узрок и начин смрти и идентификују преминулог.[11] Обично се изводе, како је прописано важећим законом, у случајевима насилне, сумњиве или изненадне смрти, смрти без медицинске помоћи или током хируршких поступака.[11]
- Клиничке или патолошке обдукције изводе се ради дијагнозе одређене болести или у истраживачке сврхе. Циљ им је да се утврде, разјасне или потврде медицинске дијагнозе које су остале непознате или нејасне пре смрти пацијента.[11]
- Анатомске или академске обдукције изводе студенти анатомије само у сврху студија.
- Виртуелне или медицинске имиџинг обдукцијее врше се само користећи технологију снимања, првенствено магнетну резонанцу (МРИ) и рачунарску томографију (ЦТ).[12]

### Форензичка аутопсија
Форензичка аутопсија се користи за одређивање узрока смрти. Форензика укључује примену науке да би се одговорило на питања од интереса за правни систем. У законском систему Сједињених Држава, смрти се класификују у пет категорија:
- Природна
- Несрећни случај
- Убиство
- Самоубиство
- Неутврђено

Након детаљног испитивања свих доказа, медицински истражитељ сврстава смрт у једну од ових пет категорија.

### Клиничка аутопсија
Клиничке аутопсије служе за две главне сврхе. Оне се спроводе да би се стекао увид у патолошке процесе, и како би се утврдили фактори који су допринели смрти пацијента. For example, material for infectious disease testing can be collected during an autopsy. Важније, аутопсије се спроводе да би се осигурао стандард неге у болницама. Аутопсије могу да дају смернице како да се избегну смрти пацијената у будућности.
Временом обдукције нису само помогле да утврде узроци смрти, већ су довеле и до открића различитих болести попут феталног алкохолног синдрома, легионарске болести, па чак и вирусног хепатитиса.

## Преваленција
Године 2004, у Енглеској и Велсу било је 514.000 смртних случајева, од којих је 225.500 упућено мртвозорнику. Од тога је 115.800 (22,5% свих смртних случајева) резултирало пост-мортем прегледима, а било је 28.300 истрага, 570 са поротом.
Стопе сагласне (болничке) обдукције у Великој Британији и широм света брзо су опале током последњих 50 година. У Великој Британији је 2013. године само на 0,7% умрлих болничких пацијената извршена обдукција уз унапред дати пристанак.
У Сједињеним Државама стопе обдукција пале су са 17% 1980. године на 14% 1985. године и 11,5% 1989. године, мада се цифре значајно разликују од округа до округа.